# THEOBROMA
THEOBROMA（有限会社テオブロマ）は、日本の菓子製造販売業者。

## 概要
テオブロマは、1999年に東京都渋谷区富ヶ谷でシェフ・ショコラティエ土屋公二が、「ミュゼ ドゥ ショコラ テオブロマ」をオープンしたことに始まる。東京都新宿区内に「ジェラテリア テオブロマ」、渋谷区富ヶ谷に系列店の板チョコ及びプリン専門店　カカオストア&プリンカフェ448（カフェ併設）を展開している。また、熊本阿蘇にプロデュースしていた店「アソフォレ」は既に契約が終了し、現在はプロデュースはしていない。関連のあった静岡市の2店舗は既に閉店している。
テオブロマはカカオの学名「Theobroma cacao」からとった。

## 販売商品
チョコレートをメインに販売しているが、チョコレート以外にもケーキ、マカロン、焼菓子、紅茶なども販売している。
オリジナルのポストカード、缶バッジ、保冷バッグ、マスキングテープ、Tシャツなどの雑貨も取り扱っている。

## 店舗
- 東京都23区内
  - ミュゼ ドゥ ショコラ テオブロマ（本店）
  - ジェラテリア テオブロマ
  - カカオストア&プリンカフェ448

## ギャラリー

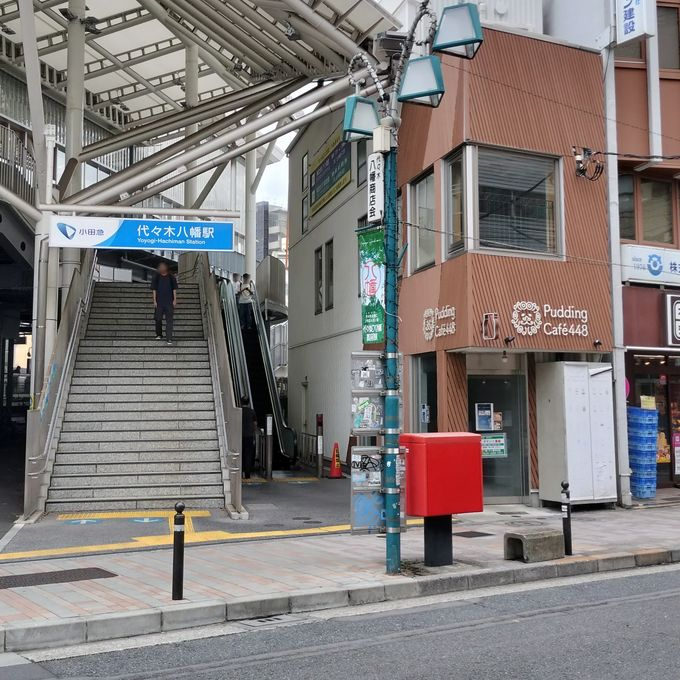
「プリンカフェ448（旧店舗）」。代々木八幡駅の脇にあった。
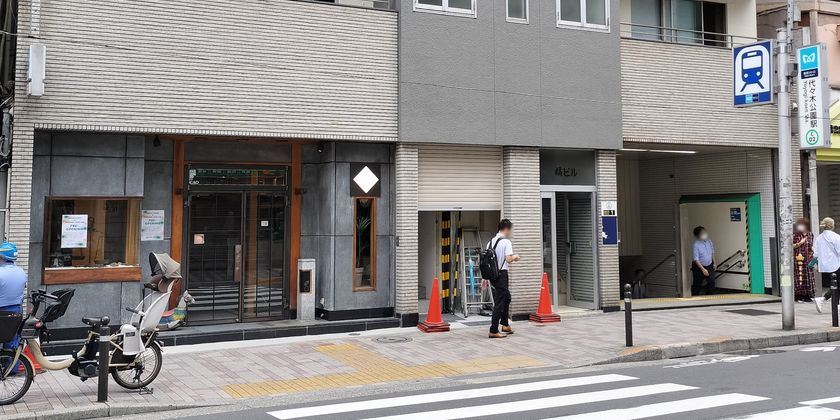
「カカオストア＆プリンカフェ448」2023年9月に開店。代々木公園駅と同じ建物。